# Made in Japan (Whitesnake)
| Recensione | Giudizio |
| ---------- | -------- |
| AllMusic   |          |

Made in Japan è un album dal vivo del gruppo musicale britannico Whitesnake, pubblicato il 9 aprile 2013 dalla Frontiers Records.
Il disco contiene la registrazione del concerto tenuto dal gruppo alla Saitama Super Arena, in Giappone, durante il festival Loudpark del 2011.

## Tracce
CD 1
1. Best Years – 6:29 (David Coverdale, Doug Aldrich)
2. Give Me All Your Love – 4:51 (Coverdale, John Sykes)
3. Love Ain't No Stranger – 4:23 (Coverdale, Mel Galley)
4. Is This Love – 4:23 (Coverdale, Sykes)
5. Steal Your Heart Away – 7:14 (Coverdale, Aldrich)
6. Forevermore – 6:55 (Coverdale, Aldrich)
7. Six String Show Down – 6:00 (Aldrich)
8. Love Will Set You Free – 4:34 (Coverdale, Aldrich)
9. Drum Solo – 7:31 (Brian Tichy)
10. Fool for Your Loving – 4:50 (Coverdale, Micky Moody, Bernie Marsden)
11. Here I Go Again – 6:01 (Coverdale, Marsden)
12. Still of the Night – 10:36 (Coverdale, Sykes)

CD 2 – Soundcheck
1. Love Will Set You Free – 5:07 (Coverdale, Aldrich)
2. Steal Your Heart Away – 6:39 (Coverdale, Aldrich)
3. Fare Thee Well (Acoustic version) – 4:47 (Coverdale, Aldrich)
4. One of These Days (Acoustic version) – 4:16 (Coverdale, Aldrich)
5. Lay Down Your Love – 6:45 (Coverdale, Aldrich)
6. Evil Ways – 6:18 (Coverdale, Aldrich)
7. Good to Be Bad (Acoustic version) – 3:16 (Coverdale, Aldrich)
8. Tell Me How (Acoustic version) – 4:11 (Coverdale, Aldrich)

DVD/BD
1. Best Years (Coverdale, Aldrich)
2. Give Me All Your Love (Coverdale, Sykes)
3. Love Ain't No Stranger (Coverdale, Galley)
4. Is This Love (Coverdale, Sykes)
5. Steal Your Heart Away (Coverdale, Aldrich)
6. Forevermore (Coverdale, Aldrich)
7. Six String Show Down (Aldrich)
8. Love Will Set You Free (Coverdale, Aldrich)
9. Drum Solo (Tichy)
10. Fool for Your Loving (Coverdale, Moody, Marsden)
11. Here I Go Again (Coverdale, Marsden)
12. Still of the Night (Coverdale, Sykes)

## Formazione
- David Coverdale – voce
- Doug Aldrich – chitarra, cori
- Reb Beach – chitarra, cori
- Michael Devin – basso, cori
- Brian Ruedy – tastiere, cori
- Brian Tichy – batteria, cori